# Trissobrocha eugraphica
Trissobrocha eugraphica là một loài bướm đêm thuộc phân họ Arctiinae, họ Erebidae.